# KRO Kindertijd
KRO Kindertijd werd in 1998 bedacht als een vrijplaats voor kleuters op televisie en internet door Jan-Willem Bult, Creatief Hoofd KRO Jeugd van 1997-2013. De Nederlandse publieke televisie maakte de jaren daarvoor uitsluitend het magazine programma Sesamstraat dat geen verhalen maakte met kinderen in de hoofdrol. KRO Kindertijd moest daar verandering in brengen in alle genres, zoals drama, documentaire, reality, animatie en volgde Bult zijn filosofie Children in the Centre©. 
Vanaf de allereerste uitzending op 3 januari 1999 was het een dagelijks terugkerend programmablok voor kinderen die nog niet kunnen lezen. In de verschillende genres die onderdeel zijn van het KRO Kindertijd programma-blok staan de kleuters centraal. Het televisieprogramma werd in de beginjaren tussen de middag uitgezonden, als de kinderen terugkwamen van school of televisie keken tijdens de lunch pauze op school.
Na de komst van NPO Zappelin in september 2000 werd het programma 's ochtends om half 9 uitgezonden. De herhaling was dan tussen de middag of in de namiddag.
Later was het programma te zien van maandag t/m vrijdag om 9.30 uur en om 13.30 uur en zaterdag en zondag om 7.30 uur op NPO Zappelin. Tot 2016 was het kinderprogramma ook om 17.00 uur te zien op NPO 1. De intro wordt sinds het begin nog altijd gezongen door kinderen. In het programma 'De Post' kunnen ze hun zelf gemaakte tekeningen laten zien.
Na de fusie van omroep KRO met NCRV op 1 januari 2014 en het gelijktijdige vertrek van oprichter en eindredacteur Jan-Willem Bult ging KRO Kindertijd nog door tot 2016, waarna het werd vervangen door een nieuw programmablok 'Kindertijd'.
De bekende tune van KRO Kindertijd werd gecomponeerd en uitgevoerd door Roy Kuschel.

## Prijzen voor KRO Kindertijd programma's en films
Programma's uit KRO Kindertijd werden genomineerd en bekroond met de belangrijkste nationale en international kinderfilm en -televisie prijzen, zoals: FICAIJ 2018 Best Fiction Short Film (Genji), Japan Prize 2018 Early Education (Preschool.docs©), Oberhausen Kurzfilmtage 2013 Prize of the Children's Jury (Yim & Yoyo), Beeld en Geluid Award 2011 Jeugd (Sien van Sellingen), Japan Prize 2011 Early Education Runner-Up (Sien van Sellingen), Golden Film 2009 (Kikkerdril), Oberhausen Kurzfilmtage 2009 Prize of the Children's Jury (Adriaan), Prix Jeunesse International 2008 UNESCO Prize (Genji), Prix Jeunesse International 2008 Up to 6 Fiction Runner-Up (Adriaan), Prix Jeunesse International 2006 Up to 6 Non-fiction Award (Tekentijd), Cinekid Television Award 2007 Fiction (Adriaan), Japan Prize 2006 Early Education Nominatie (Tekentijd), Prix Jeunesse International 2004 Up to 6 Non-fiction Runner-Up (Deksels!), Prix Jeunesse International 2004 Up to 6 Fiction Award (Knofje), Prix Danube 2003 Audiovisual Programmes Award (Deksels!), Cinekid Kinderkast 2003 Vak Jury Fictie Nominatie (Knofje), Gouden Beeld 2003 Jeugd (Knofje), BANFF Rockie Award 2003 Best Preschool Nominatie (Tekentijd), Cinekid Kinderkast 1999 Publieksprijs Fictie (Een echte hond).

## Programma's van KRO Kindertijd met premièrejaar
- 6 Tips om de Beste Voetballer van de Wereld te worden (2010)
- Abi (2008)
- Adriaan (2007)
- Bruine Beer in het Blauwe Huis (2000)
- Brum (2003)
- Buitenspelen (2006)
- Cédric (2005)
- Cis en Pepijn (2014)
- De Avonturen van Buck & Tommy in Suriname (2010)
- De Avonturen van Buck & Tommy op Skopelos (2011)
- De Avonturen van Buck & Tommy in Vietnam (2012)
- De deur gaat open in... (2005)
- Deksels! (2002)
- De Kerstkalender (2003)
- De nieuwe avonturen van Beertje Paddington (1999)
- De Zandtovenaar (2008)
- Dierendokter Tom (2001)
- Dierendorpje (2013)
- Dit of Dat (2013)
- Dobli (2006)
- Draakje (2006)
- Dribbel (2000)
- Eddy & Freddy (2001)
- Ff Backstage (2006)
- Fride op het schip (2004)
- Frik en zijn vriendjes (1998)
- Genji (2006)
- Graffiti Detective (2013)
- Groeien (2008)
- Grote Kunst voor Kleine Mensen (2006)
- Het Monsterlijk Toilet (2006)
- Het Schitterend Zand van Bethlehem (2011)
- Ik Zie (2008)
- Jesse's wereld (2014)
- Kerst met de Zandtovenaar (2012)
- Kerst met Linus (2006)
- Kikkerdril (2009)
- Kinderspel (2006)
- Kleine verhalen (2000)
- Kleuterdocumentaires (2001)
- Knapper (2008)
- Knofje (2002)
- Linus in Svingen (2004)
- Ludovic (2009)
- Martin Morning (2002)
- Max en ik (2002)
- Max & Ruby (2003)
- Medisch Centrum Muis (1999)
- Mijn dierenplank (2000)
- Mijn eigen boek, met Nanda Roep (2010)
- Mijn mooiste prentenboek (2004)
- Moomin (1999)
- Musti (1999)
- Nijntje en haar vriendjes (2002)
- Nijntje 50 jaar (2005)
- Noddy in Speelgoedland
- Nu is Nu (2002)
- Oakie Doke (1999)
- Pasen met de Zandtovenaar (2012)
- Picknick met taart (2013)
- Pieletje Peenhaar (1999)
- Professor Tijmen (2012)
- Sammie is zoek (2011)
- Serine zwemt met een dolfijn (2013)
- Sien van Sellingen (2010)
- Small stories (2001)
- St. Maarten (2012)
- Super Sofie (2001)
- Tekentijd (2006)
- The adventures of Spot (2000)
- The Fairytaler (2005)
- The Foxbusters (1999)
- The Tumblies (2012)
- Theodoor Sleepboot (2002)
- Tik Tak (1999)
- Tippe (2005)
- Uit-Me-Kaar (2009)
- Valdemar (2001)
- Vandaag gebeurt het! (2008)
- Verhalen maken met Wijnand Stomp (2012)
- Waar is Shirley? (2011)
- Woezel en Pip (2010)
- Wortel TV (1999)
- Yim & Yoyo (2012)
- Yrsa (2001)
- Zoete Tomaat (2004)
- Zoostraat 64 (2000)
- Zwerven, met Nora en Fedor (2013)

## Artikelen, interviews
- KRO Kindertijd - Beeld en Geluid
- Jan-Willem Bult verlaat KRO
- Europese prijs voor KRO jeugdprogramma
- A web channel for preschoolers
- Sien van Sellingen kleuterdramaserie KRO Kindertijd
- KRO Kindertijd bezoekt 15 campings
- Mediageweld in beeld
- Kindertijd ondergaat na 20 jaar metamorfose